# Fußball-Weltmeisterschaft 1970
Die Endrunde der Fußball-Weltmeisterschaft 1970 (span. Campeonato Mundial De Futbol) war die neunte Ausspielung des bedeutendsten Turniers für Fußball-Nationalmannschaften und fand vom 31. Mai bis zum 21. Juni 1970 in Mexiko statt. Sie war nach den Olympischen Spielen 1968 die zweite große Sportveranstaltung in Mexiko.
Erstmals bei einer Fußball-WM standen sich im Finale zwei frühere Weltmeister gegenüber. Da beide schon zwei Mal den Titel gewonnen hatten, stand vor dem Endspiel fest, dass der Coupe Jules Rimet zum letzten Mal vergeben würde. Brasilien besiegte Italien und durfte als dreimaliger Weltmeister den Pokal behalten. Bei den Siegesfeiern am 21. Juni 1970 starben allein in Rio de Janeiro 44 Menschen.
Titelverteidiger England scheiterte im Viertelfinale gegen Deutschland, welches sich damit für das verlorene Finale vier Jahre zuvor revanchierte und am Ende den dritten Platz belegte. Gastgeber Mexiko schied ebenso im Viertelfinale gegen den späteren Finalisten Italien aus. Torschützenkönig wurde Gerd Müller mit zehn Treffern.
Zum ersten Mal wurden Fußballspiele aus Lateinamerika live im europäischen Fernsehen gezeigt, und erstmals wurden WM-Spiele in Farbe übertragen. Damit die europäischen Zuschauer die Spiele um 19 Uhr MEZ sehen konnten, wurden viele, z. B. das Viertelfinale Deutschland-England und das Finale, bereits um 12 Uhr Ortszeit angepfiffen.
Die Weltmeisterschaft von 1970 gilt unter vielen Sportlern und Journalisten als eines der besten Turniere, da viele heute noch legendäre Spieler auf dem Höhepunkt ihres Schaffens waren und das Spiel damit auf ein höheres Niveau brachten. So wurde auch die brasilianische Siegerelf mehrfach als eine der besten Mannschaften aller Zeiten ausgezeichnet.

## Vergabe
Der FIFA-Kongress in Tokio am 8. Oktober 1964 vergab die WM-Endrunde an Mexiko, das sich mit 56:32 Stimmen gegen den Mitbewerber Argentinien durchsetzte.

## Organisatorisches
Der Kartenvorverkauf begann am 10. Juli 1969, wobei der billigste Sitzplatz bei rund 1,43 DM, das teuerste Abonnement rund 285,50 DM (10 Schilling/2000 Schilling) kostete.

## Spielorte
Die Spiele wurden in fünf mexikanischen Städten ausgetragen.
| Stadt        | Stadion            | Spiele | Kapazität* | Gesamt- zuschauerzahl | Schnitt | Spiel mit den meisten Zuschauern              | Spiel mit den wenigsten Zuschauern            |
| ------------ | ------------------ | ------ | ---------- | --------------------- | ------- | --------------------------------------------- | --------------------------------------------- |
| Guadalajara  | Estadio Jalisco    | 8      | 71.100     | 432.708               | 54.089  | Brasilien – England (Vorrunde): 66.843        | England – Tschechoslowakei (Vorrunde): 49.292 |
| León         | Estadio Guanajuato | 7      | 25.300     | 106.485               | 15.212  | Deutschland – England (Viertelfinale): 23.357 | Deutschland – Bulgarien (Vorrunde): 12.710    |
| Mexiko-Stadt | Aztekenstadion     | 10     | 110.000    | 936.199               | 93.620  | Mexiko – Belgien (Vorrunde): 108.192          | Uruguay – Sowjetunion (Viertelfinale): 26.085 |
| Puebla       | Estadio Cuauhtémoc | 3      | 35.500     | 68.785                | 22.928  | Uruguay – Italien (Vorrunde): 29.968          | Schweden – Uruguay (Vorrunde): 18.163         |
| Toluca       | Estadio Luis Dosal | 4      | 26.900     | 59.798                | 14.950  | Italien – Mexiko (Viertelfinale): 26.851      | Schweden – Israel (Vorrunde): 9624            |

## Qualifikation
Erstmals wurde je ein Platz für Afrika und Asien garantiert. Es qualifizierten sich Marokko und Israel. Für die größte Überraschung in den europäischen Gruppen sorgte der WM-Dritte von 1966 Portugal, das trotz Einsatz von Superstar Eusébio hinter Rumänien, Griechenland und der Schweiz nur Letzter der Gruppe 1 wurde. Erstaunlich war auch das Scheitern von Spanien und Jugoslawien, die in der Gruppe 6 dem Außenseiter Belgien den Vortritt lassen mussten. In Gruppe 8 setzte sich Bulgarien gegen Polen und die Niederlande durch, die beide vier Jahre später bei der WM in der Bundesrepublik Deutschland eine führende Rolle spielen sollten.
Die Bundesrepublik hatte wenig Mühe, sich gegen Schottland, Österreich und Zypern den Gruppensieg zu sichern. Das 12:0 gegen Zypern war der höchste Sieg der gesamten WM-Qualifikation. Die DDR musste sich knapp Italien geschlagen geben.
In den südamerikanischen Gruppen setzte sich Peru überraschend gegen den Mitfavoriten Argentinien durch. 
In Nord-, Mittelamerika und der Karibik löste der Sieg von El Salvador über Honduras im Entscheidungsspiel der Gruppe 13 zwischen beiden Ländern einen Fußballkrieg aus, dem über 2.000 Menschen zum Opfer fielen. El Salvador nahm damit erstmals an einer WM teil. Brasilien beendete die Qualifikation mit 12:0 Punkten.

## Teilnehmer
Gastgeber Mexiko und Weltmeister England waren automatisch qualifiziert. Zusammen mit den 14 qualifizierten Mannschaften ergab sich das folgende Teilnehmerfeld.

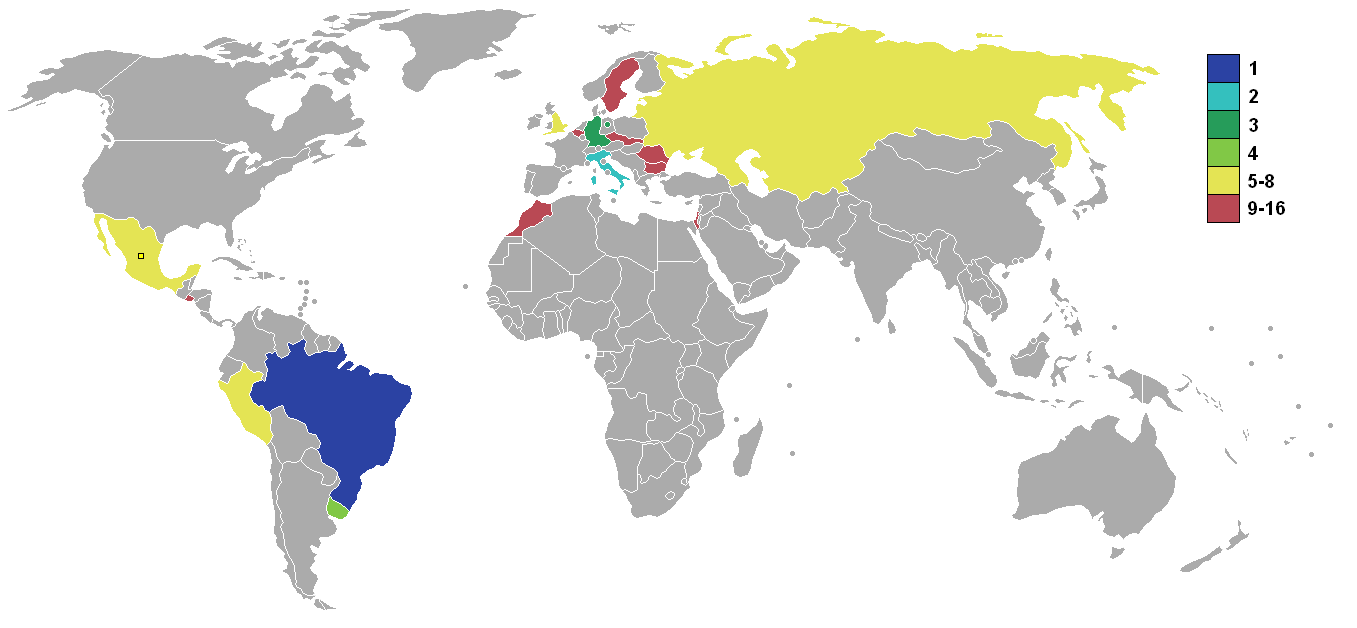
Weltkarte der Teilnehmer mit deren Platzierungen

| 9 aus Europa                               | Belgien          | Bulgarien | BR Deutschland | England     |
|                                            | Italien          | Rumänien  | Schweden       | Sowjetunion |
|                                            | Tschechoslowakei |           |                |             |
| 3 aus Südamerika                           | Brasilien        | Peru      | Uruguay        |             |
| 2 aus Nord-, Mittelamerika und der Karibik | El Salvador      | Mexiko    |                |             |
| 1 aus Afrika                               | Marokko          |           |                |             |
| 1 aus Asien und Ozeanien                   | Israel           |           |                |             |

## Auslosung
- Topf 1: BR Deutschland • England • Italien • Sowjetunion
- Topf 2: Brasilien • Mexiko • Peru • Uruguay
- Topf 3: Belgien • Bulgarien • Schweden • Tschechoslowakei
- Topf 4: El Salvador • Israel • Marokko • Rumänien

Vor der eigentlichen Auslosung wurde per Los bestimmt, ob Rumänien oder Schweden dem Topf 4 mit den sogenannten Kleinen zugeteilt wurde. Gastgeber Mexiko wurde vorab in Gruppe 1 gesetzt, der Weltmeister England in Gruppe 3. Jeder Gruppe wurde je eine Mannschaft aus jedem Topf ohne weitere Einschränkungen zugelost. So war es möglich, dass die beiden einzigen CONCACAF-Mannschaften Mexiko und El Salvador in einer Gruppe landeten. Da Brasilien Topf 2 und nicht Topf 1 zugeordnet war, kam es in Gruppe 3 zum Aufeinandertreffen der letzten beiden Weltmeister Brasilien und England.
| Gruppe 1    | Gruppe 2 | Gruppe 3         | Gruppe 4       |
| ----------- | -------- | ---------------- | -------------- |
| Sowjetunion | Uruguay  | Rumänien         | Peru           |
| Mexiko      | Israel   | England          | Bulgarien      |
| Belgien     | Italien  | Tschechoslowakei | Marokko        |
| El Salvador | Schweden | Brasilien        | BR Deutschland |

Für Informationen zu den einzelnen Gruppen und Kadern der Mannschaften auf den jeweiligen Link klicken.

## Modus
Diese Weltmeisterschaft stand zum einen im Zeichen von Änderungen und Neuerungen im Fußball. Zu den Änderungen gehörte, dass zum ersten Mal Auswechslungen (zwei Spieler pro Mannschaft und Spiel) erlaubt waren, da die FIFA Bedenken wegen der Belastung der Spieler bei großer Hitze und großer Höhe hatte. Premiere bei einem WM-Turnier hatten außerdem die Gelben und Rote Karten. Die Rote Karte kam nicht zum Einsatz. Mit dem Telstar wurde erstmals ein Fußball speziell für eine Fußballweltmeisterschaft entwickelt.
Die 16 Mannschaften spielten in vier Vierergruppen. Bei Punktgleichheit entschied die Tordifferenz, bei gleicher Tordifferenz entschied das Los. Die Gruppensieger und Gruppenzweiten zogen ins Viertelfinale ein. Von da ab ging es im K.-o.-System weiter. In den K.-o.-Runden gab es noch kein Elfmeterschießen. Hätte es nach Verlängerung unentschieden gestanden, so wäre gelost worden. Das Finale wäre bei einem Remis nach Verlängerung wiederholt worden. Wäre auch das Wiederholungsspiel nach Verlängerung remis ausgegangen, so wäre der neue Weltmeister durch Losentscheid ermittelt worden.

## Vorrunde

### Gruppe 1
| Pl. | Land        | Sp. | S | U | N | Tore    | Diff. | Punkte |
| --- | ----------- | --- | - | - | - | ------- | ----- | ------ |
| 1.  | Sowjetunion | 3   | 2 | 1 | 0 | 006:100 | +5    | 05:10  |
| 2.  | Mexiko      | 3   | 2 | 1 | 0 | 005:000 | +5    | 05:10  |
| 3.  | Belgien     | 3   | 1 | 0 | 2 | 004:500 | −1    | 02:40  |
| 4.  | El Salvador | 3   | 0 | 0 | 3 | 000:900 | −9    | 0:60   |

|                                                            |   |             |           |
| 31. Mai 1970 um 12:00 Uhr (19:00 Uhr MEZ) in Mexiko-Stadt  |   |             |           |
| Mexiko                                                     | – | Sowjetunion | 0:0       |
| 3. Juni 1970 um 16:00 Uhr (23:00 Uhr MEZ) in Mexiko-Stadt  |   |             |           |
| Belgien                                                    | – | El Salvador | 3:0 (1:0) |
| 6. Juni 1970 um 16:00 Uhr (23:00 Uhr MEZ) in Mexiko-Stadt  |   |             |           |
| Sowjetunion                                                | – | Belgien     | 4:1 (1:0) |
| 7. Juni 1970 um 12:00 Uhr (19:00 Uhr MEZ) in Mexiko-Stadt  |   |             |           |
| Mexiko                                                     | – | El Salvador | 4:0 (1:0) |
| 10. Juni 1970 um 16:00 Uhr (23:00 Uhr MEZ) in Mexiko-Stadt |   |             |           |
| Sowjetunion                                                | – | El Salvador | 2:0 (0:0) |
| 11. Juni 1970 um 16:00 Uhr (23:00 Uhr MEZ) in Mexiko-Stadt |   |             |           |
| Mexiko                                                     | – | Belgien     | 1:0 (1:0) |

Nur selten war ein Heimvorteil so entscheidend wie bei dieser WM. Bei Temperaturen von weit über 30 Grad Celsius und in extremer Höhenlage konnte Gastgeber Mexiko angefeuert von jeweils über 110.000 fanatischen Zuschauern erstmals bei einer WM die nächste Runde erreichen. Im letzten und entscheidenden Spiel wurde Belgien knapp geschlagen. Die Sowjetunion wurde durch einen Losentscheid Gruppensieger vor den punktgleichen Mexikanern. Die Regel, dass bei gleicher Tordifferenz die Anzahl der erzielten Tore maßgebend ist, galt erst ab der WM 1974. WM-Neuling El Salvador blieb als einzige Mannschaft im Turnier ohne Torerfolg.

### Gruppe 2
| Pl. | Land     | Sp. | S | U | N | Tore    | Diff. | Punkte |
| --- | -------- | --- | - | - | - | ------- | ----- | ------ |
| 1.  | Italien  | 3   | 1 | 2 | 0 | 001:000 | +1    | 04:20  |
| 2.  | Uruguay  | 3   | 1 | 1 | 1 | 002:100 | +1    | 03:30  |
| 3.  | Schweden | 3   | 1 | 1 | 1 | 002:200 | ±0    | 03:30  |
| 4.  | Israel   | 3   | 0 | 2 | 1 | 001:300 | −2    | 02:40  |

|                                                      |   |          |           |
| 2. Juni 1970 um 16:00 Uhr (23:00 Uhr MEZ) in Puebla  |   |          |           |
| Uruguay                                              | – | Israel   | 2:0 (1:0) |
| 3. Juni 1970 um 16:00 Uhr (23:00 Uhr MEZ) in Toluca  |   |          |           |
| Italien                                              | – | Schweden | 1:0 (1:0) |
| 6. Juni 1970 um 16:00 Uhr (23:00 Uhr MEZ) in Puebla  |   |          |           |
| Uruguay                                              | – | Italien  | 0:0       |
| 7. Juni 1970 um 12:00 Uhr (19:00 Uhr MEZ) in Toluca  |   |          |           |
| Schweden                                             | – | Israel   | 1:1 (0:0) |
| 10. Juni 1970 um 16:00 Uhr (23:00 Uhr MEZ) in Puebla |   |          |           |
| Schweden                                             | – | Uruguay  | 1:0 (0:0) |
| 11. Juni 1970 um 16:00 Uhr (23:00 Uhr MEZ) in Toluca |   |          |           |
| Italien                                              | – | Israel   | 0:0       |

Den Minimalisten aus Italien genügte ein einziges, im ersten Spiel gegen Schweden nach 11 Minuten erzieltes Tor, um als Gruppenerster ins Viertelfinale einzuziehen. Im zweiten Spiel gegen Uruguay verlegte sich der amtierende Europameister auf ein müdes Defensivspiel und kam anschließend auch gegen den WM-Neuling Israel nicht über ein 0:0 hinaus.
Im entscheidenden Spiel um den zweiten Gruppenplatz gelang Schweden erst in der Nachspielzeit das Siegtor gegen Uruguay. Aufgrund der Tordifferenz hätten die Skandinavier aber ein 2:0 benötigt, und so zogen die Südamerikaner ins Viertelfinale ein.

### Gruppe 3
| Pl. | Land             | Sp. | S | U | N | Tore    | Diff. | Punkte |
| --- | ---------------- | --- | - | - | - | ------- | ----- | ------ |
| 1.  | Brasilien        | 3   | 3 | 0 | 0 | 008:300 | +5    | 06:0   |
| 2.  | England          | 3   | 2 | 0 | 1 | 002:100 | +1    | 04:20  |
| 3.  | Rumänien         | 3   | 1 | 0 | 2 | 004:500 | −1    | 02:40  |
| 4.  | Tschechoslowakei | 3   | 0 | 0 | 3 | 002:700 | −5    | 0:60   |

|                                                           |   |           |           |
| 2. Juni 1970 um 16:00 Uhr (23:00 Uhr MEZ) in Guadalajara  |   |           |           |
| Rumänien                                                  | – | England   | 0:1 (0:0) |
| 3. Juni 1970 um 16:00 Uhr (23:00 Uhr MEZ) in Guadalajara  |   |           |           |
| ČSSR                                                      | – | Brasilien | 1:4 (1:1) |
| 6. Juni 1970 um 16:00 Uhr (23:00 Uhr MEZ) in Guadalajara  |   |           |           |
| Rumänien                                                  | – | ČSSR      | 2:1 (0:1) |
| 7. Juni 1970 um 12:00 Uhr (19:00 Uhr MEZ) in Guadalajara  |   |           |           |
| England                                                   | – | Brasilien | 0:1 (0:0) |
| 10. Juni 1970 um 16:00 Uhr (23:00 Uhr MEZ) in Guadalajara |   |           |           |
| Rumänien                                                  | – | Brasilien | 2:3 (1:2) |
| 11. Juni 1970 um 16:00 Uhr (23:00 Uhr MEZ) in Guadalajara |   |           |           |
| England                                                   | – | ČSSR      | 1:0 (0:0) |

Die größte Überraschung der Vorrunde war das klägliche Ausscheiden des Vizeweltmeisters von 1962, der ČSSR. Mit 0:6 Punkten und 2:7 Toren wurde sie nach WM-Neuling El Salvador zur schlechtesten Mannschaft des Turniers. Brasilien wurde ungefährdet Gruppensieger vor England.
Im Spiel England gegen Brasilien gelang Gordon Banks eine der größten Rettungstaten seiner Karriere. Eine Flanke von Jairzinho köpfte Pelé flach und scheinbar unhaltbar für Banks in die linke, lange Ecke. Banks, der sich während des Kopfballs noch auf dem Weg zur anderen Ecke befand, warf sich spektakulär mit einem Hechtsprung rückwärts in die lange Ecke und wehrte den Ball mit der rechten Hand ab.

### Gruppe 4
| Pl. | Land           | Sp. | S | U | N | Tore    | Diff. | Punkte |
| --- | -------------- | --- | - | - | - | ------- | ----- | ------ |
| 1.  | BR Deutschland | 3   | 3 | 0 | 0 | 010:400 | +6    | 06:0   |
| 2.  | Peru           | 3   | 2 | 0 | 1 | 007:500 | +2    | 04:20  |
| 3.  | Bulgarien      | 3   | 0 | 1 | 2 | 005:900 | −4    | 01:50  |
| 4.  | Marokko        | 3   | 0 | 1 | 2 | 002:600 | −4    | 01:50  |

|                                                    |   |                |           |
| 2. Juni 1970 um 16:00 Uhr (23:00 Uhr MEZ) in León  |   |                |           |
| Peru                                               | – | Bulgarien      | 3:2 (0:1) |
| 3. Juni 1970 um 16:00 Uhr (23:00 Uhr MEZ) in León  |   |                |           |
| Marokko                                            | – | BR Deutschland | 1:2 (1:0) |
| 6. Juni 1970 um 16:00 Uhr (23:00 Uhr MEZ) in León  |   |                |           |
| Peru                                               | – | Marokko        | 3:0 (0:0) |
| 7. Juni 1970 um 12:00 Uhr (19:00 Uhr MEZ) in León  |   |                |           |
| Bulgarien                                          | – | BR Deutschland | 2:5 (1:2) |
| 10. Juni 1970 um 16:00 Uhr (23:00 Uhr MEZ) in León |   |                |           |
| Peru                                               | – | BR Deutschland | 1:3 (1:3) |
| 11. Juni 1970 um 16:00 Uhr (23:00 Uhr MEZ) in León |   |                |           |
| Bulgarien                                          | – | Marokko        | 1:1 (1:0) |

Vizeweltmeister BR Deutschland kam im ersten Spiel gegen den krassen Außenseiter Marokko zu einem mühevollen 2:1-Sieg. Nach einem schweren Fehler von Horst-Dieter Höttges gelang den Nordafrikanern in der 20. Minute die Führung, die bis in die zweite Halbzeit hinein anhielt. Auch im zweiten Spiel geriet die Bundesrepublik Deutschland in Rückstand. Der letztendlich klare 5:2-Sieg über Bulgarien vor nur 6000 Zuschauern war einem überragenden Reinhard Libuda zu verdanken, der den Ausgleich schoss, einen Elfmeter herausholte und zwei weitere Tore vorbereitete. Erst im letzten Spiel gegen die starken Peruaner konnte die DFB-Auswahl überzeugen. Gerd Müller schoss in zwei aufeinanderfolgenden Spielen (Bulgarien und Peru) jeweils drei Tore, gegen Peru gelang ihm sogar ein „lupenreiner“ Hattrick.

## Finalrunde

### Spielplan Finalrunde
|  | Viertelfinale  | Viertelfinale  |           |                | Halbfinale       | Halbfinale |  |  | Finale | Finale |
|  |                |                |           |                |                  |            |  |  |        |        |
|  |                |                |           |                |                  |            |  |  |        |        |
|  | Sowjetunion    | 0              |           |                |                  |            |  |  |        |        |
|  | Sowjetunion    | 0              |           |                |                  |            |  |  |        |        |
|  | Uruguay        | 01             |           |                |                  |            |  |  |        |        |
|  | Uruguay        | 01             | Uruguay   | 1              |                  |            |  |  |        |        |
|  |                |                | Uruguay   | 1              |                  |            |  |  |        |        |
|  |                | Brasilien      | 3         |                |                  |            |  |  |        |        |
|  | Brasilien      | Brasilien      | 3         | 4              |                  |            |  |  |        |        |
|  | Brasilien      |                |           | 4              |                  |            |  |  |        |        |
|  | Peru           | 2              |           |                |                  |            |  |  |        |        |
|  |                |                | Brasilien | 4              |                  |            |  |  |        |        |
|  |                |                |           | Italien        | 1                |            |  |  |        |        |
|  | Italien        | 4              |           |                |                  |            |  |  |        |        |
|  | Mexiko         | 1              |           |                |                  |            |  |  |        |        |
|  | Mexiko         | 1              | Italien   | 041            |                  |            |  |  |        |        |
|  |                |                | Italien   | 041            | Spiel um Platz 3 |            |  |  |        |        |
|  |                | BR Deutschland | 3         |                |                  |            |  |  |        |        |
|  | BR Deutschland | BR Deutschland | 3         | 031            | Uruguay          | 0          |  |  |        |        |
|  | BR Deutschland |                |           | 031            | Uruguay          | 0          |  |  |        |        |
|  | England        | 2              |           | BR Deutschland | 1                |            |  |  |        |        |
|  | England        | 2              |           |                | 1                |            |  |  |        |        |
|  |                |                |           |                |                  |            |  |  |        |        |

1 Sieg nach Verlängerung

### Viertelfinale
|                                                            |   |         |                      |
| 14. Juni 1970 um 12:00 Uhr (19:00 Uhr MEZ) in Mexiko-Stadt |   |         |                      |
| Sowjetunion                                                | – | Uruguay | 0:1 n. V.            |
| 14. Juni 1970 um 12:00 Uhr (19:00 Uhr MEZ) in Toluca       |   |         |                      |
| Italien                                                    | – | Mexiko  | 4:1 (1:1)            |
| 14. Juni 1970 um 12:00 Uhr (19:00 Uhr MEZ) in Guadalajara  |   |         |                      |
| Brasilien                                                  | – | Peru    | 4:2 (2:1)            |
| 14. Juni 1970 um 12:00 Uhr (19:00 Uhr MEZ) in León         |   |         |                      |
| BR Deutschland                                             | – | England | 3:2 n. V. (2:2, 0:1) |

Brasilien und Italien hatten wenig Mühe mit ihren Gegnern Peru beziehungsweise Mexiko und kamen zu ungefährdeten Siegen. Das Spiel zwischen der Sowjetunion und Uruguay stand bis kurz vor Schluss der zweiten Verlängerung 0:0, ehe Esparrago die Südamerikaner zum Sieg schoss. Andernfalls hätte erstmals bei einer WM-Schlussrunde das Los entscheiden müssen.
Die Partie England–BR Deutschland entwickelte sich zu einer der dramatischsten des gesamten Turniers. England führte bis zur 67. Minute mit 2:0, ehe Franz Beckenbauer mit einem engagierten Sololauf den Anschlusstreffer erzielte. In der 82. Minute gelang Uwe Seeler mit dem Hinterkopf der Ausgleich, worauf das Spiel in die Verlängerung ging. Den entscheidenden Treffer gegen die konditionell abbauenden Engländer erzielte in der 108. Minute Torjäger Gerd Müller nach Flanke von Hannes Löhr. Der Weltmeister von 1966 war damit ausgeschieden. Es war bis zum 30. Juni 2014 das einzige WM-Spiel, das die Bundesrepublik Deutschland bei Verlängerung ohne Elfmeterschießen gewinnen konnte. Für drei Tage – bis zur Halbfinalbegegnung zwischen Italien und BR Deutschland am 17. Juni – galt die Partie zwischen der Bundesrepublik Deutschland und England als das „Jahrhundertspiel“.

### Halbfinale
|                                                            |   |                |                      |
| 17. Juni 1970 um 16:00 Uhr (23:00 Uhr MEZ) in Guadalajara  |   |                |                      |
| Uruguay                                                    | – | Brasilien      | 1:3 (1:1)            |
| 17. Juni 1970 um 16:00 Uhr (23:00 Uhr MEZ) in Mexiko-Stadt |   |                |                      |
| Italien                                                    | – | BR Deutschland | 4:3 n. V. (1:1, 1:0) |

Erstmals standen bei dieser Weltmeisterschaft nur Ex-Weltmeister im Halbfinale. Da Brasilien, Italien und Uruguay den Titel schon zweimal gewonnen hatten, hätte nur ein Einzug der BR Deutschland ins Endspiel verhindern können, dass nach dem Halbfinale schon entschieden war, dass der Pokal von einem Verband zum dritten Mal gewonnen werden und somit nach den damals geltenden Regularien behalten werden konnte. Ursprünglich war Mexiko-Stadt als Austragungsort des ersten Halbfinales angesetzt und Guadalajara für das zweite. Als die Paarungen feststanden, tauschte die FIFA die Austragungsorte. Uruguay trat nur unter Protest an, da vermutet wurde, dass das Spiel nach Guadalajara verlegt worden war, weil die Brasilianer ihre bisherigen Spiele dort ausgetragen hatten. Gemäß Artikel 26 der WM-Bestimmungen wurden die Halbfinal-Austragungsorte aber erst festgelegt, nachdem die Teilnehmer festgestanden waren, um die Mannschaften so wenig wie möglich reisen zu lassen.
Im ersten Halbfinale ging Uruguay dann überraschend durch Luis Cubilla in Führung und verteidigte diese bis kurz vor der Pause, als Clodoaldo in der 44. Minute den Ausgleich erzielen konnte. In der zweiten Halbzeit waren die Brasilianer die dominierende Mannschaft und gewannen durch Tore von Jairzinho und Roberto Rivelino mit 3:1.
Das zweite Halbfinale zwischen Italien und BR Deutschland ging als „Jahrhundertspiel“ in die Geschichte ein. Die Italiener gingen nach sieben Minuten in Führung, und es sah lange danach aus, dass Italien diesen Vorsprung über die Zeit retten könnte. Erst in der Nachspielzeit gelang dem in Italien spielenden Karl-Heinz Schnellinger mit seinem einzigen Länderspieltor der Ausgleichstreffer. In der Verlängerung erzielte Gerd Müller die Führung für die bundesdeutsche Nationalelf, die Italiener kamen aber nach einem Fehler von Held zum Ausgleich, ehe Luigi Riva die italienische Führung wiederherstellte. In der zweiten Halbzeit der Verlängerung gelang Müller erneut der Ausgleich, Gianni Rivera erzielte aber eine Minute später den 4:3-Endstand. Heute verweist eine Erinnerungstafel am Aztekenstadion auf diese Partie.

### Spiel um Platz 3
|                                                            |   |                |           |
| 20. Juni 1970 um 16:00 Uhr (23:00 Uhr MEZ) in Mexiko-Stadt |   |                |           |
| Uruguay                                                    | – | BR Deutschland | 0:1 (0:1) |

### Finale
| Brasilien                                                             | Brasilien | Italien | Italien | Aufstellung                         |
| --------------------------------------------------------------------- | --- | --- | ------- | ----------------------------------- |
| Brasilien                                                             | \| 21. Juni 1970 um 12 Uhr (19 Uhr MEZ) in Mexiko-Stadt (Aztekenstadion) \| \| Ergebnis: 4:1 (1:1) \| \| Zuschauer: 107.412 \| \| Schiedsrichter: Rudi Glöckner ( DDR) \| \| Spielbericht \| | \| 21. Juni 1970 um 12 Uhr (19 Uhr MEZ) in Mexiko-Stadt (Aztekenstadion) \| \| Ergebnis: 4:1 (1:1) \| \| Zuschauer: 107.412 \| \| Schiedsrichter: Rudi Glöckner ( DDR) \| \| Spielbericht \|                                                                                 | Italien | Aufstellung Brasilien gegen Italien |
| Brasilien                                                             | Félix – Carlos Alberto , Brito, Piazza, Everaldo – Clodoaldo, Gérson, Roberto Rivelino – Jairzinho, Pelé, Tostão Cheftrainer: Mário Zagallo                                                  | Enrico Albertosi – Tarcisio Burgnich (74. Antonio Juliano), Pierluigi Cera, Roberto Rosato, Giacinto Facchetti – Mario Bertini, Sandro Mazzola, Giancarlo De Sisti – Angelo Domenghini, Roberto Boninsegna (84. Gianni Rivera), Luigi Riva Cheftrainer: Ferruccio Valcareggi | Italien | Aufstellung Brasilien gegen Italien |
| Brasilien                                                             | 1:0 Pelé (18.) 2:1 Gérson (66.) 3:1 Jairzinho (71.) 4:1 Carlos Alberto (87.) | 1:1 Boninsegna (37.) | Italien | Aufstellung Brasilien gegen Italien |
| 21. Juni 1970 um 12 Uhr (19 Uhr MEZ) in Mexiko-Stadt (Aztekenstadion) | | |         |                                     |
| Ergebnis: 4:1 (1:1)                                                   | | |         |                                     |
| Zuschauer: 107.412                                                    | | |         |                                     |
| Schiedsrichter: Rudi Glöckner ( DDR)                                  | | |         |                                     |
| Spielbericht                                                          | | |         |                                     |

Es war das erste Finale, in dem zwei ehemalige Weltmeister aufeinandertrafen. Da beide den Pokal schon zweimal gewonnen hatten, konnte der Sieger die Trophäe endgültig in seinen Besitz nehmen. Im Finale ging Brasilien durch einen Treffer von Pelé in Führung. Nach einigen groben Abwehrfehlern der Brasilianer konnte Roberto Boninsegna ausgleichen. In der zweiten Halbzeit machte sich die Erschöpfung der Italiener nach dem Jahrhundertspiel bemerkbar. Der Kreativität der Brasilianer konnten sie nicht mehr viel entgegensetzen. Gérson schoss den Ball kraftvoll und unhaltbar zum 2:1 ein. Gérson und Pelé bereiteten dann auch das 3:1 durch Jairzinho vor. Brasiliens viertes Tor durch Carlos Alberto legte wiederum Pelé auf. Es war auch das erste WM-Finale seit 1938, das die Mannschaft, die das 1:0 erzielt hatte, gewinnen konnte.

### Ehrungen der Platzierten
Die bundesdeutsche Nationalmannschaft wurde in Westdeutschland zur Mannschaft des Jahres, Uwe Seeler zum Fußballer des Jahres und Gerd Müller zu Europas Fußballer des Jahres (hier wurde Luigi Riva Dritter) gewählt. In Brasilien und Italien gab es 1970 noch keine Auszeichnung dieser Art.

## Beste Torschützen
Gerd Müller ist der bisher letzte Spieler, dem bei der Endrunde mindestens zehn Tore gelangen. Dabei bestreiten die besten vier Mannschaften seit der WM 1974 ein Spiel mehr.
| Rang | Spieler           | Tore |
| ---- | ----------------- | ---- |
| 1    | Gerd Müller       | 10   |
| 2    | Jairzinho         | 7    |
| 3    | Teófilo Cubillas  | 5    |
| 4    | Anatoli Byschowez | 4    |
|      | Pelé              | 4    |
| 6    | Rivelino          | 3    |
|      | Luigi Riva        | 3    |
|      | Uwe Seeler        | 3    |

| Rang | Spieler            | Tore |
| ---- | ------------------ | ---- |
| 9    | Gianni Rivera      | 2    |
|      | Raoul Lambert      | 2    |
|      | Florea Dumitrache  | 2    |
|      | Ladislav Petráš    | 2    |
|      | Wilfried Van Moer  | 2    |
|      | Alberto Gallardo   | 2    |
|      | Javier Valdivia    | 2    |
|      | Roberto Boninsegna | 2    |
|      | Tostão             | 2    |

Darüber hinaus gab es 37 Spieler mit einem Treffer. Hinzu kommt ein Eigentor.